# 3000 Leonardo
3000 Leonardo è un asteroide della fascia principale. Scoperto nel 1981, presenta un'orbita caratterizzata da un semiasse maggiore pari a 2,3521723 UA e da un'eccentricità di 0,1812178, inclinata di 2,74923° rispetto all'eclittica.
L'asteroide è dedicato a Leonardo da Vinci.